# دانیل باترورث
دانیل باترورث (انگلیسی: Daniel Butterworth؛ زادهٔ ۱۴ سپتامبر ۱۹۹۹) بازیکن فوتبال است.
از باشگاه‌هایی که در آن بازی کرده‌است می‌توان به باشگاه فوتبال بلکبرن روورز اشاره کرد.